# Koerseklakske
Koerseklakske is een Belgisch bier van hoge gisting.
Het bier wordt gebrouwen in Brouwerij 't Gaverhopke te Stasegem. Het is een goudblond bier met een alcoholpercentage van 5,5% met nagisting op fles. Dit bier werd de eerste maal gebrouwen in september 2009 ter gelegenheid van de 67ste Memorial Briek Schotte.